# بيتر جون نيكلسون
بيتر جون نيكلسون هو سياسي كندي، ولد في 3 مايو 1942 في هاليفاكس في كندا. حزبياً، نشط في الحزب الليبرالي في نوفا سكوشا ‏.